# Lillsjön (Risinge socken, Östergötland, 650293-150627)
Lillsjön är en sjö i Finspångs kommun i Östergötland och ingår i Motala ströms huvudavrinningsområde.